# Extension quadratique
En mathématiques, et plus précisément en algèbre dans le cadre de la théorie de Galois, une extension quadratique est une extension finie de degré 2 d'un corps commutatif K, c'est-à-dire un corps contenant K et de dimension 2 en tant que K-espace vectoriel. Le corps K considéré est souvent celui des rationnels.
Une extension quadratique est un cas très simple d'extension de corps : c'est une extension simple, et elle est algébrique et normale car c'est un corps de décomposition. Sauf dans certains cas spécifiques à la caractéristique 2, elle est de plus séparable donc galoisienne, et même cyclique.
La notion d'extension quadratique possède de nombreuses applications ; on peut citer la théorie de Kummer ou les théorèmes de Wantzel et de Gauss-Wantzel.

## Motivations
Dans tout cet article, le corps commutatif de base est noté K.
Une extension quadratique est le cas le plus simple d'extension algébrique. Il correspond au cas où l'extension est réalisée à partir d'un unique élément dont le carré est combinaison de lui-même et d'un élément du corps de base.
De plus, si la caractéristique est différente de 2, alors une telle extension possède toutes les bonnes propriétés des extensions de Galois. Il est possible d'établir tous les résultats principaux de la théorie avec des démonstrations largement plus simples. Cette théorie dépasse donc le cadre des extensions du corps des rationnels ou des réels.
Une première application a été trouvée par Gauss en 1801 dans l'étude de la constructibilité à la règle et au compas du n-polygone régulier, problème qui se ramène à l'analyse de l'équation cyclotomique correspondante. Le théorème de Gauss-Wantzel, qui répond à cette question, s'appuie sur le théorème de Wantzel, qui reformule la constructibilité en termes de tour d'extensions quadratiques.
Cette théorie possède de plus de nombreuses applications en théorie des nombres, comme la théorie de Kummer. Dans ce domaine, il existe encore des problèmes ouverts qui font l'objet de recherches.

## Définition
Soit L une extension de corps de K.
- L est dite quadratique si elle est de degré 2.

Remarque : si α est un élément de L qui n'est pas élément de K, alors 1 et α forment une famille libre du K-espace vectoriel L, donc une base si l'extension L est quadratique. Dans ce cas, K(α) (le plus petit sous-corps de L contentant K et α, qui est engendré par les puissances de α) est donc égal à L tout entier.

## Exemples
- L'exemple le plus connu est probablement l'extension quadratique des réels, égale au corps des complexes. On démontre par ailleurs que c'est la seule extension algébrique propre de ℝ.
- L'ensemble des combinaisons linéaires de l'unité et √2 sur le corps des nombres rationnels est une extension quadratique. Cet exemple est étudié dans l'article sur les extensions algébriques.
- Pour tout nombre premier p, le corps fini à p2 éléments est une extension quadratique du corps fini ℤ/pℤ.

## Construction d'une extension quadratique

### Cas général
Soit P(X) un polynôme irréductible sur K, de degré 2. Dans l'anneau principal K[X], l'idéal (P(X)) engendré par l'élément irréductible P(X) est donc maximal, si bien que l'anneau quotient K[X]/(P(X)) est un corps, noté ici L. Le corps K s'identifie à un sous-corps de L par le plongement de K dans L qui à chaque k associe sa classe.  Soit Q(X) un polynôme à coefficients dans K, la division euclidienne de Q(X) par P(X) montre qu'il est congru à un unique polynôme du premier degré, si bien que l'élément 1 et la classe du monôme X, forment une base du K-espace vectoriel L. Ainsi, le corps L est bien une extension quadratique de K.
Plus concrètement, si α est élément algébrique de degré 2 sur K, l'ensemble des nombres de la forme x + yα, où x et y désignent deux éléments de K, est un corps. Pour l'inverse de x + yα non nul, on considère la relation suivante (où α est l'élément conjugué de α, c'est-à-dire l'« autre » racine du polynôme X2 + bX + c définissant α) :{\displaystyle {\frac {1}{x+y\alpha }}={\frac {x+y{\overline {\alpha }}}{(x+y\alpha )(x+y{\overline {\alpha }})}},} et l'on voit que
le produit (x + yα)(x + yα) = x2 – xyb + y2c appartient à K, ce qui donne, via la relation α = –b – α, un élément de la forme x' + y' α, avec x', y' ∈ K. Autre façon de procéder (généralisable aux corps de nombres quelconques) : écrire une relation de Bézout (x + yX) U(X) + (X2 + bX + c) V(X) = 1 dans K[X] ; alors U(α) est l'inverse de x + yα.
Réciproquement, soient M une extension quadratique quelconque de K, α un élément de M qui n'est pas élément de K et (c, b) les coordonnées de l'élément –α2 dans la base (1, α). Alors, P(X) = X2 + bX + c est irréductible (c'est le polynôme minimal de α sur K), ce qui permet de construire L = K[X]/(P(X)) comme ci-dessus, et le morphisme de K[X] dans M qui à tout polynôme Q(X) associe Q(α) induit alors un isomorphisme de L sur M.
On peut de plus remarquer que l'extension est non seulement un corps de rupture du polynôme P, mais même un corps de décomposition, car si α est l'une des deux racines de P dans M alors son conjugué α est l'élément –b – α de M. Ainsi, toute extension quadratique est normale.

### Formes canoniques
- Dans la construction précédente, le cas typique est celui où b est nul, c'est-à-dire où le polynôme P(X) est de la forme X2 – d avec d non carré dans K. Dans ce cas, la classe de X est notée √d, et L=K[X]/(X2–d) est noté K(√d).
- Lorsque la caractéristique de K est différente de 2 (par exemple si K est le corps des nombres rationnels, réels ou complexes, dont la caractéristique est nulle), on peut toujours se ramener à cette forme, par complétion du carré :{\displaystyle X^{2}+bX+c=Y^{2}-d\quad {\text{avec}}\quad Y=X+{\frac {b}{2}}\quad {\text{et}}\quad d={\frac {b^{2}-4c}{4}}}donc K[X]/(P(X))=K[Y]/(Y2–d) (ou encore, en posant δ = α + b/2 : K(α)=K(δ) et δ2=d), ce qui montre la proposition suivante :Pour toute extension quadratique M d'un corps K de caractéristique différente de 2, il existe un élément d de K qui n'admet pas de racine carrée dans K tel que M est isomorphe à  K(√d).
- Lorsque b n'est pas nul, on peut toujours se ramener à une autre forme canonique :{\displaystyle X^{2}+bX+c=b^{2}(Y^{2}-Y+a)\quad {\text{avec}}\quad Y=-{\frac {X}{b}}\quad {\text{et}}\quad a={\frac {c}{b^{2}}}}donc K[X]/(P(X))=K[Y]/(Y2–Y+a). Si la caractéristique vaut 2, ce type d'extension appartient à la théorie d'Artin-Schreier.

### Cas des rationnels
Un cas souvent utilisé en arithmétique est celui où K est le corps ℚ des rationnels. La proposition précédente prend une forme un peu plus forte :
Remarque : Le symbole √  porte une double signification. Soit il désigne une fonction des réels positifs vers les réels positifs, soit il désigne la classe de X dans le quotient défini précédemment. La première définition ne peut se généraliser aux nombres négatifs. En effet, –1 n'a pas de racine dans l'ensemble des réels et en possède deux dans celui des complexes. Si l'approche algébrique permet de définir rigoureusement √–1, tel n'est pas le cas de l'autre approche. Pour cette raison, si d est strictement positif, √–d est aussi noté i√d, avec i désignant l'unité imaginaire. L'extension est alors identifiée avec un sous-corps des nombres complexes. C'est un cas particulier de la théorie de Kummer (qui dit que toute extension cyclique de degré n d'un corps k contenant toutes les racines n-ièmes de l'unité est de la forme k(n√δ) pour un  δ ∈ k convenable ; cette hypothèse dans le cas n = 2 étant toujours vérifiée pour les corps k de caractéristique différente de 2). Lorsque l'hypothèse « k contient toutes les racines n-ièmes de l'unité » n'est pas vérifiée, la notation radicale n'est pas utilisable car par exemple le corps K = ℚ(3√5) dépend du choix de la racine de X3 – 5 (et en plus le corps K n'est pas galoisien), contrairement au cas kummérien.
Les corps quadratiques, c'est-à-dire les sous-corps de ℂ qui sont des extensions quadratiques de ℚ, sont donc en bijection avec les entiers sans facteur carré d ≠ 1. Si d > 1, le corps ℚ(√d), inclus dans ℝ, est dit quadratique réel  (ou totalement réel, ce qui pour un corps quadratique est équivalent) ; si d < 0, il est dit quadratique imaginaire (ou totalement imaginaire (en), ou complexe). L'anneau de ses entiers est étudié dans l'article « Entier quadratique ». Un des intérêts de cette étude est la résolution d'équations diophantiennes. Celles du dernier théorème de Fermat, de Pell-Fermat ou des deux carrés en sont des exemples.

## Propriétés galoisiennes
Le groupe de Galois d'une extension L de K est le  groupe des automorphismes de corps de L qui fixent chaque élément de K. Si l'extension est finie, l'ordre de ce groupe est inférieur ou égal au degré de l'extension, et lui est égal si et seulement si l'extension est galoisienne, c'est-à-dire à la fois séparable et normale. On a déjà remarqué que toute extension quadratique est normale. Elle sera donc ou bien séparable (et galoisienne) cyclique, avec un groupe de Galois d'ordre 2, ou bien non séparable et de groupe de Galois réduit au neutre, ce qui offre deux critères pour discerner ces deux cas. Dans ce qui suit, L = K[X]/(P(X)) avec P(X)=X2+bX+c irréductible sur K et α, –b–α désignent les deux racines de P(X) dans L. 

### Séparabilité
L'extension L de K est dite séparable si le polynôme minimal sur K de tout élément de L n'admet que des racines simples. 
Dit autrement : les seules extensions quadratiques non séparables sont celles de la forme K(√d) avec K de caractéristique 2. En effet, L est séparable sur K si et seulement si les deux racines α et –b–α sont distinctes, ce qui est toujours le cas sauf si b=0 et si la caractéristique de K vaut 2 (il s'agit dans ce cas d'une extension radicielle).

### Groupe de Galois
Un élément σ du groupe de Galois est entièrement déterminé par σ(α), qui doit être égal à l'une des deux racines.
- Si les deux racines sont confondues (ce qui correspond au cas non séparable), on trouve bien que le groupe de Galois est réduit à l'identité.
- Si elles sont distinctes, le groupe de Galois contient un autre élément σ, décrit dans la base (1, α) par :{\displaystyle \forall x,y\in K\quad \sigma (x+y\alpha )=(x-yb)-y\alpha .}L'image par σ d'un élément de L est son élément conjugué, et le produit d'un élément par son conjugué est sa norme relative :{\displaystyle {\mathcal {N}}_{L/K}(x+y\alpha )=(x+y\alpha )\sigma (x+y\alpha )=x^{2}-xyb+y^{2}c\in K.}L'application « norme relative » est multiplicative, puisque l'application identité et σ le sont.
En caractéristique différente de 2, on peut supposer P(X)=X2–d et noter √d, –√d les deux racines. Les expressions se simplifient alors :{\displaystyle \forall x,y\in K\quad \sigma (x+y{\sqrt {d}})=x-y{\sqrt {d}}\quad {\text{et}}\quad {\mathcal {N}}_{L/K}(x+y{\sqrt {d}})=x^{2}-dy^{2}.}

### Caractérisation par le degré des éléments
Si L est une extension quadratique de K, tout élément de L est algébrique de degré 1 ou 2 sur K. La réciproque est vraie sous certaines hypothèses :

Soit L une extension propre de K telle que tout élément de L est algébrique de degré 1 ou 2 sur K. Si l'extension est séparable (en particulier si la caractéristique est différente de 2) alors elle est quadratique.
L'hypothèse de séparabilité est indispensable : par exemple si L = F2(X, Y) et K = F2(X2, Y2), alors L est une extension de K de degré 4, bien que tous ses éléments soient de degré 1 ou 2.

## Corps quadratique et corps cyclotomique
Pour tout nombre premier impair p, il existe un unique corps quadratique inclus dans le corps cyclotomique engendré par une racine primitive p-ième de l'unité : en effet, ce corps est une extension cyclique du corps des rationnels, de degré pair p – 1, et la théorie de Galois assure l'existence et l'unicité souhaitées. Comme expliqué dans l'article « Période de Gauss », le discriminant de l'anneau des entiers du corps quadratique est p pour p = 4n + 1 et –p pour p = 4n + 3. Un autre argument est que les seules places ramifiées dans le corps cyclotomique sont la place p et la place à l'infini, ce sont donc les seules susceptibles  de se ramifier dans le corps quadratique et, comme noté dans le § « Classification des nombres premiers » de l'article détaillé, tout nombre premier divisant le discriminant réduit d'un corps quadratique est ramifié dans ce corps. 
Un corps cyclotomique engendré par une racine n-ième de l'unité pour n non premier admet en revanche, par la théorie de Galois, plusieurs sous-corps quadratiques (non cyclicité du groupe de Galois).